# إليري هانتينغتون سينيور
إليري هانتينغتون سينيور (بالإنجليزية: Ellery Huntington, Sr.)‏ هو مدرب كرة سلة أمريكي، ولد في 18 يونيو 1865، وتوفي في 18 سبتمبر 1945 في هاميلتون في الولايات المتحدة بسبب نوبة قلبية.